# Cerni Vrăh, Burgas
Cerni Vrăh (în bulgară Черни Връх) este un sat în comuna Kameno, regiunea Burgas,  Bulgaria. 

## Demografie
Componența etnică a satului Cerni Vrăh
     Bulgari (96,61%)
     Nicio identificare (2,25%)
     Altele (1,12%)
La recensământul din 2011, populația satului Cerni Vrăh era de 709 locuitori. Din punct de vedere etnic, majoritatea locuitorilor (96,61%) erau bulgari. Pentru 2,25% din locuitori nu este cunoscută apartenența etnică.